# 5105 Westerhout
5105 Westerhout (1986 TM1) là một tiểu hành tinh vành đai chính được phát hiện ngày 4 tháng 10 năm 1986 bởi E. Bowell ở Flagstaff.